# حارة حمزه
حارة حمزه هي إحدى القرى اللبنانية من قرى قضاء بعبدا في محافظة جبل لبنان.